# آلتامونت (کانزاس)
آلتامونت (به انگلیسی: Altamont) شهری در ایالت کانزاس کشور ایالات متحده آمریکا است که جمعیت آن در سرشماری سال ۲۰۱۰ میلادی، ۱٬۰۸۰ نفر بوده‌است.